# Zehneria mucronata
Zehneria mucronata là một loài thực vật có hoa trong họ Cucurbitaceae. Loài này được (Blume) Miq. miêu tả khoa học đầu tiên năm 1855.

## Hình ảnh

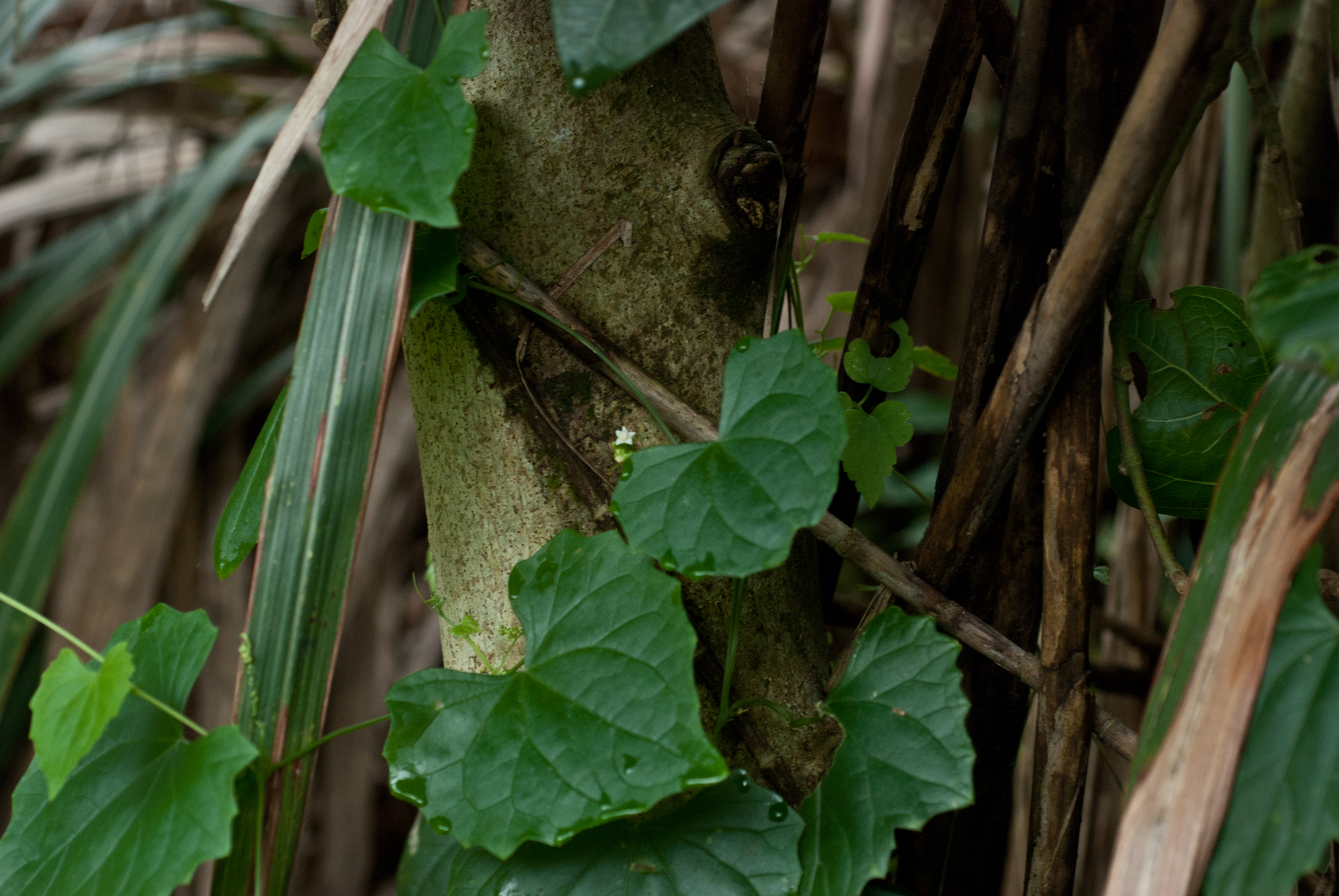